# Rīgas satiksme

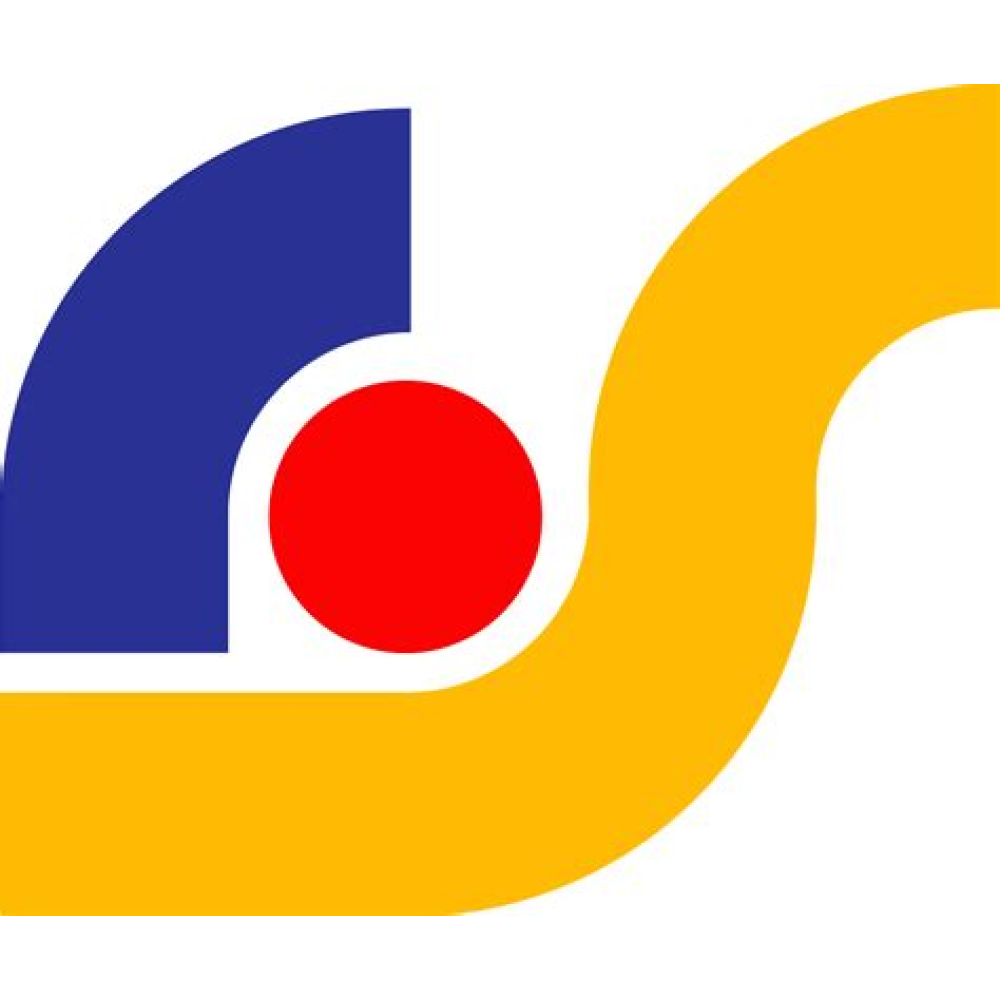
"Rīgas Satiksme" logotyp.

Rīgas satiksme ("Rigas trafik") är ett företag i Riga, Lettland; där det ordnar kollektivtrafiken i staden och dess omgivning med bussar, trådbussar och spårvagnar. "Rīgas satiksme" tar också hand om betalda parkeringsplatser i staden.